# Robert Fayrfax
Robert Fayrfax (getauft 23. April 1464 in Deeping Gate, Lincolnshire; † 24. Oktober 1521 in Hertfordshire, möglicherweise in St Albans) war ein englischer Musiker und Komponist.

## Leben
Fayrfax begann seine berufliche Laufbahn als Chormeister an St. Alban’s in London und wurde im Jahr 1496 Mitglied der Königlichen Kapelle. Daneben übernahm er 1502 die Stelle als Organist an St. Alban’s Abbey. 1504 erwarb er in Cambridge den Grad eines Doktors der Musik, die gleiche Ehre wurde ihm 1511 in Oxford zuteil. Er stand während seiner beruflichen Laufbahn unter höchster Protektion und wurde etwa von König Heinrich VIII. unterstützt, der die unter Edward IV. begonnene Förderung der Musik am englischen Hofe wie sein Vorgänger Heinrich VII. fortsetzte.
Robert Fayrfax schuf im Wesentlichen geistliche Vokalmusik, darunter fünf Messen, zwei Magnificat und mehrere Motetten.